# 濱中町營軌道
濱中町營軌道是曾經存在於日本北海道滨中町、别海町、厚岸町的一條簡易軌道。本軌道在殖民軌道計畫早期階段即已進入計畫，於1927年（昭和2年）開始營運，至1972年（昭和47年）停駛。 雖然1971年（昭和46年）日本政府停止發放補助，但本路線在其他簡易軌道停駛後仍繼續營運，是簡易軌道中最後一條停駛的路線。

## 歴史

### 鋪設軌道之前
1924年（大正13年），大约114户關東大地震的災民遷居至濱中村（现在的滨中町）的茶内原野。到了1926年（大正15年），已有300多戶移居到茶內原野，由於土地肥沃，適合耕種，當時預計未來約有三倍人口遷入該地區，於是希望建設殖民軌道或公路。同年12月，決定將鋪設軌道列入第二期拓殖計畫的一部分。 另外也計畫從濱中站鋪設軌道至圓朱別原野和熊牛原野 。
1927年（昭和2年），茶内線茶内～秩父內～奧茶內（後來的若松）和圓朱別線秩父內～中圓朱別區間開工。在同年12月1日，至11月已經完工的10英里區間開始「試運行」供大眾使用，並在茶內小學舉行了通車典禮。當時是以馬提供動力拉動軌道車 。

### 馬車鐵路時代
1928年（昭和3年）成立了「北海道廳茶內圓朱別軌道運行合作社（日文：北海道庁茶内円朱別軌道運行組合）」，沿線全體居民為社員，由目黑雄次擔任組合長，直到解散。在北海道道廳的管理下維護管理設施，但所分配到的預算很少，組合要求會員每戶要分擔相當於六名成年人的勞動力。組合的辦公室設在茶內移居者關懷中心（茶内移住者世話所），組合長與庶務會計是關懷中心的工作人員，還有副組合長、幹事各一名，各車站一名，共13人組成 。
1929年（昭和4年），茶内線茶内～秩父内～奥茶内區間（13.036公里）和圓朱別線秩父内～中圓朱別區間（3.397公里）正式啟用，此時有大量的柴火、木炭、木材需要運輸。1931年（昭和6年），路線由中圓朱別延伸到圓朱别（後來的東圓朱別）。 不過1932年6月發生的嚴重晚霜對根釧平原的農作物造成嚴重損害，北海道廳因此制定了「根釧平原開發五年計劃」，鼓勵畜牧業，軌道沿線的酪農業開始興盛。沿線生產的生乳運至茶內站，而為了提高運輸效率，在東圓朱別、西圓朱別、中茶內設立集乳中心，並在中茶內與西圓朱別的集乳中心設置專用側線。在1919年（大正8年），根室本线通車至厚床站，站前開設了幾家商店。
1932年、1933年左右，西圓朱別地區尚無道路，交通運輸不便，但其距離軌道只有2至3里遠，強烈希望能鋪設軌道，居民年年向北海道廳提出請願 。到了1939年，雖然當時日本已經處於戰時體制，仍然開工興建軌道，半數經費（35,000日元）由該地區的670戶共同負擔。隔年開始了砍伐樹木等工作，共使用了4500人（無償勞動）以製作枕木和鋪設鐵軌，這對於農業經營狀況仍不穩定的墾殖者們，是沉重的負擔。在1943年，軌道終於延伸到西圓朱別，路線長度為28公里。之後西圓朱別地區也繁榮起來，建立了農會、家畜診所和冷藏站 。 

### 動力化後
1953年（昭和28年），本軌道與其他簡易軌道一樣，主管機關由內務省北海道廳改為農林省，日後又改由所在地方自治單位（市、町、村）管理。圓朱別線更名為茶內支線，由組合繼續營運。 1955年（昭和30年），由於生乳產量增加、提升品質、使用者增加等因素，北海道開發局決定進行改善工程，逐步將馬車鐵路所使用的輕型設施改換成能夠承受柴油機車重量的設施，改善工程最後耗資2.76億日元。 1957年（昭和32年），茶内～中茶内區間開始由濱中村營軌道營運，使用一輛加藤製作所制造的6噸内燃机车和35輛貨车。其他區間仍然為馬車鐵路。當時還沒有使用動力客車，乘客只能搭乘貨車，或是由當地木匠所製作、裝有屋棚的馬車。1956年，組合解散並將所有設備移交給濱中村。同年，雪印乳業在茶內站前建立了茶內工廠，設置了側線。 1957年，位于厚床站附近的明治乳業根室工廠在茶内站前建立了牛奶收集處 。
1958年，中茶內－西圓朱別區間開始使用柴油動力。茶內和西圓朱別之間有早上和下午各有一往返運送牛乳的貨運列車，以及早上、中午和晚上各有一往返的客運列車，居民得以通勤到茶內，故沿線的中學也併入了茶內中學。 1962年（昭和37年），秩父內至東圓朱別也完成了動力化。
隨著動力化區間的延伸，所使用的內燃機車也增加，並在1960年引進了運輸工業所製造的動力客車，後來又向釧路製作所與泰和工業購入動力客車共四輛。1966年從停駛的東藻琴村營軌道引进了運輸工业制造的動力客车 。
1963年，濱中村改為濱中町，故改名為濱中町營軌道。
1964年（昭和39年），若松線中茶内至若松之間的改良工程完工，並從若松跨越町邊界至厚岸町的别寒邊牛。

### 延伸至開南地區
別海町（當時為別海村）海南地區距離別海市區較遠，因此當地農民兼屬於別海產業組合與地緣關係較近的濱中町的茶內產業組合。1935 年左右開始運輸生乳時，是以步行或馬拉雪橇運送到別海町上風連的生乳收集中心。1939年在東圓朱別成立了生乳收集中心，距離聚落更近，所以改將生乳送到那裏。後來在1955年左右，開南地區的聚落分散，成立了幾個組合，不過開南地區較西南部的組合一般仍是將生乳送到位於濱中町的生乳收集中心。。開南地區的開墾民眾向來與茶內支線（東圓線）沿線居民多有交流，卻苦於難以運輸生乳，因此開南和濱中町東園朱別地區派出代表前往北海道廳與開發局請願，希望延長簡易軌道。在當地選出的道議員兼濱中町農協會長二瓶英吾，以及開南地區的瀨下健二郎努力之下，軌道於1965年從東圓朱別延伸到上風蓮（開南）。於是從1955年起，茶內線、若松線的改良工程，耗時十年終於完工，並在茶內小學、開南小學舉行了紀念典禮。由於簡易軌道採用上下分離方式營運，軌道等財產為國有，營運由濱中町負責，所以濱中町也補償了跨越別海町／厚岸町邊界路段的損失。

### 廢線
客運收入在1965年度改善工程完成時達到高峰432萬日元，之後開始下降，1969年降至約264萬日圓；貨運收入在1960年約為260萬日圓，1970年增加到了850萬日元。。雖然貨運收入增加大於客運收入的降低，但同時維護和營運成本也增加了，即使加上道政府以簡易軌道補強事業的補助金，負擔了軌道維護和改善費用中約 85%的金額，還是出現赤字，1970 年度約虧損 800 萬日元。濱中町也曾討論過廢除軌道，但由於替代道路尚未整備完成，仍維持軌道營運。然而1970年，國家和北海道的簡易軌道補強事業都停止了，其他簡易軌道線都決定在1971年停駛，但濱中町因應居民的要求，決定繼續營運至1972年。當時町民的要求是在軌道上營運學生通勤班車，以及在能以卡車收集牛乳以前，繼續營運若松線至厚岸町邊界範圍的路線。1969年，北海道政府開始補助興建運輸生乳的道路，於是得以用汽車收集生乳。隔年，國營綜合農地開發事業開始，道路建設逐步推進。由於赤字增加，對於營運町外路線的批評意見越來越多，1971年5月2日停駛了町外區間，包括東圓線（茶內支線）的日向前～上風蓮與若松線的別寒別牛～上茶內區間。町內的東圓朱別～日向前區間於11月1日停駛。1972年3月底全線停駛。

### 廢線後
停止營運後，於1972年5月1日，舉行了軌道的終業式，還行駛了紀念列車。町營公車替代了軌道的服務，軌道的員工改任公車司機和职员。 不過軌道用地本來應屬國有，卻有一部份屬於沿線農民，造成了町政府的難題。 

### 年表
- 1927年（昭和2年）：茶内線茶内～奥茶内（若松）、圓朱別線秩父内～中圓朱別開工[22]。
- 同年11月：茶内線茶内 - 奥茶内（日後的若松）間、圓朱別線秩父内～中圓朱別（日後的下茶内）間開始實際營運[22]。
- 1928年（昭和3年）：成立運行組合[23]。
- 1929年（昭和4年）：茶内線茶内～奥茶内（若松）、圓朱別線 秩父内～中圓朱別，正式營運[22]。
- 1932年（昭和7年）8月：圓朱別線下茶内 - 圓朱別（東圓朱別）間延伸路段開始營運[24][23]。
- 1941年（昭和18年）：茶内線中茶内 - 西圓朱別間延伸開業{[24][23]。
- 1953年（昭和28年）：濱中村與農林省簽訂管理委託合約，成立濱中村營軌道[24]。
- 1955年（昭和30年）：北海道開發局開始推動路線改良工程[22]。
- 1957年（昭和32年）：茶内線茶内～中茶内間改良工程完成並動力化[24][23]。
- 1958年（昭和33年）：茶内線中茶内 ～西圓朱別間改良工程完成並動力化[24][23]。
- 1960年（昭和35年）：開始使用動力客車[23]。
- 1962年（昭和37年）：圓朱別線秩父内～東圓朱別間改良工程完成並動力化[24][23]。
- 1963年（昭和38年）：濱中村改制為町，濱中村營軌道隨之改名為濱中町營軌道[22]。
- 1964年（昭和39年）12月：若松線若松～別寒邊牛間延伸路段開始營運，若松線改良工程完成並動力化[24][23]。
- 1965年（昭和40年）12月：圓朱別線東圓朱別～上風蓮間延伸段開始營運[24][23]。
- 1971年（昭和46年）：圓朱別線東圓朱別～上風蓮區間、若松線 上茶内～別寒邊牛區間，停止營運[25]。
- 1972年（昭和47年）3月31日：全線停止營運[24]。
- 同年5月1日：軌道運行終業式[23]。

## 與乳業的關係

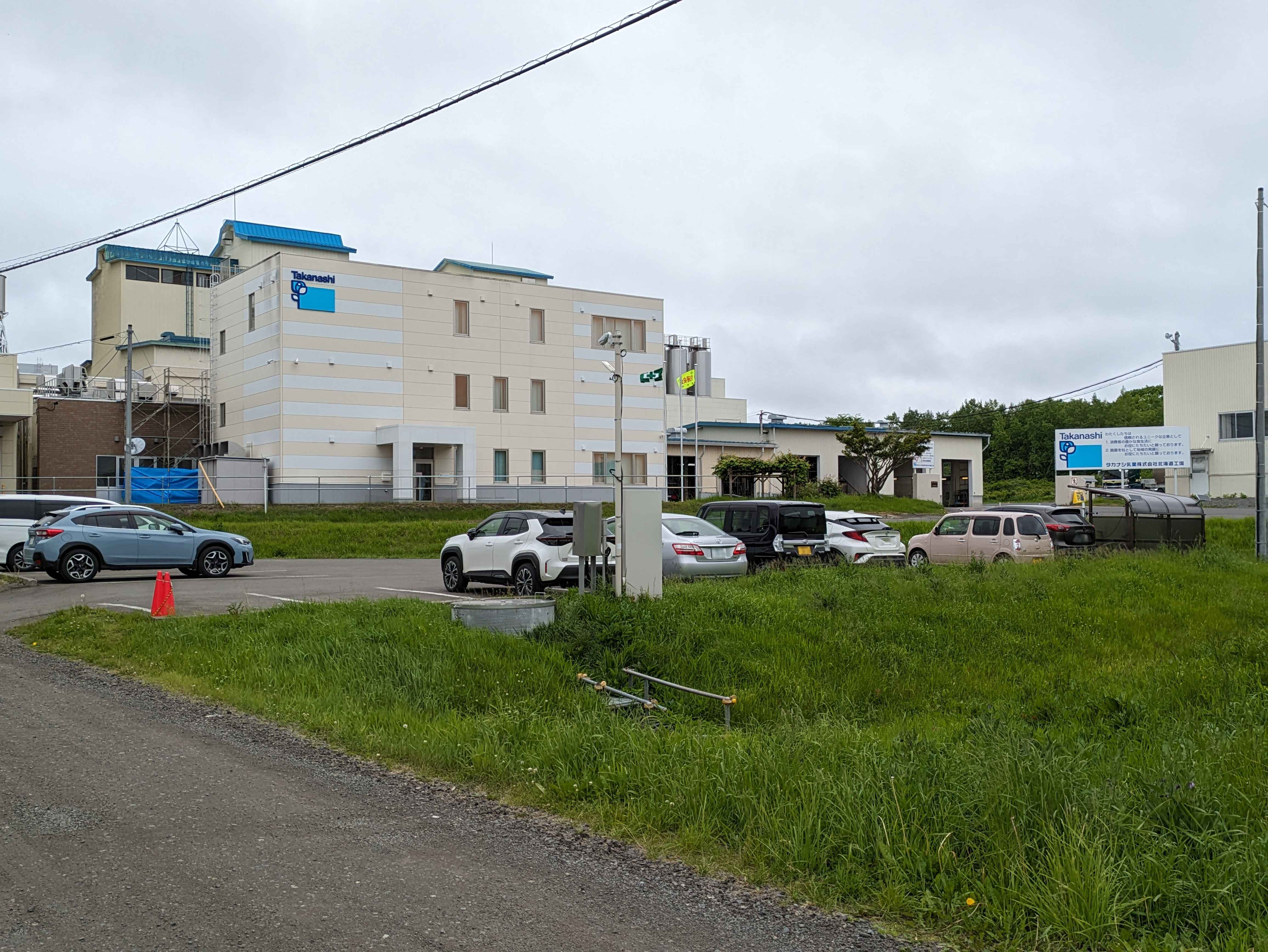
位於茶內車站前的高梨乳業北海道工廠，位於雪印乳業茶內工廠舊址。

1932年6月29日的晚霜災害，使北海道政府制定了「根釧原野五年開發計畫」，獎勵發展畜牧業，補貼引進乳牛相關成本的80%，於是在茶內原野開始大量飼養乳牛。 但生乳如不處理很快就會腐敗，於是设立了数个生乳收集站並以马车鐵路运输。后来为了进一步提高牛奶品質，軌道便实现了動力化。1955年，雪印乳业株式会社在茶內站附近設立了「茶內工廠」， 1957年明治乳業株式會社根室工廠也設立了生乳收集站，生乳收集爭奪戰就此展開。貨運列車的貨物中雖有一部分是甜菜、馬鈴薯等農產品，但大部分是牛奶  生乳主要運往雪印和明治的收集站，为了提高收集效率，雪印用红色的集乳罐，明治的則是藍色。酪農可依當天的收購價格選擇將生乳賣給哪家廠商。 
1960 年代，牛奶生產量和消費量急劇增加。濱中町營軌道在 1962 年的運輸量為 4,657 噸，但 1964 年增加近1,000噸而達到5,642噸。
隨著運輸量增加，將集乳罐轉運於敞車的工作量大增。所以在西圓線（茶內線）引進了牛奶罐車，在西圓朱別地區的集乳所改為冷藏站，牛奶就可以在冷藏狀態下運送到雪印乳業茶內工廠。依照1968年雪印乳業與濱中町簽訂的合約，從冷藏站到茶內站的運費為5400升車一個往返為3000日元，27公升牛奶罐每一個23日元。除西圓線外，所有路線繼續使用集乳罐收集牛奶。隨後， 1970年，國營綜合農地開發事業修建道路，許多地方的貨場開始使用牛奶卡車收集牛奶。到1972年軌道運輸需求大為減少，這些制度也就廢除了。
茶内站前的高梨乳業北海道工廠是在原雪印乳業茶內工廠舊址上建造的。 

## 運作狀況
以馬匹作為動力時，使用者需自備馬匹，在各個車站備有車輛，出租以收取租金。 

### 動力化後
動力化之後隨即使用裝有椅子和遮棚的台車作為客車。茶內線被通稱為西圓線，茶內支線則被通稱為東圓線。動力化後也需要收取車資，車上除了司機外，還增加了一名車掌。。集乳罐以小件行李計費，運費也比馬車鐵路時代昂貴。軌道沿線設立了生乳收集站以回收集乳罐。1959年茶內～西圓朱別區間實現動力化後，茶內～西圓朱別區間行駛時間僅需45分鐘，早、午、晚均有一班客車往返，貨車則是上下午各一趟來回。1961年左右，在茶內線西圓線上開行通學班車，該校車每天清晨開往茶內站，下午5點左右從茶內車站出發。另外，由於夏季和冬季的擠乳時間和開學時間不同，冬季班車的時刻表約晚30分鐘。1965年車資為首段票25日圓，最長的區間（茶内～東圓朱別）為80日圓，也發售定期票。。在 1968 年的鼎盛時期，西圓線和東圓線各每天各有客車四個往返與貨車兩個往返，而若松線則有客貨混合列車兩個往返。在全線動力化後，所有列車均從茶內到發，至 1971 年，茶內～秩父內每天有客車 10個往返。如果夜裡有急病患者，會派出專車協助就醫，而貨物運輸高峰期也會加開臨時貨運列車。根據1968年的客運列車時刻表，茶內與西圓朱別之間大約需時35分鐘，茶內與上風連之間大約需時45分鐘，茶內與別寒邊牛之間則需時40至60分鐘。
火車經常因為超速、軌道有露水或結冰導致剎車時打滑而脫軌，但即使脫軌，通常也能在大約 15 分鐘內恢復運行。 1960年，運輸工業生產的一輛動力客車在交車時，未確認時刻表就逕行試運轉，在萩之里站前差點與一輛滿載牛奶的貨運列車對撞。 動力客車倒車到秩父內站，然後這輛試運轉的動力客車接替其後駛來的普通列車運行，普通列車則跟在動力客車後面，以免發生意外。

## 路線數據
路線最長時的數據如下：
- 路線長度：
  - 茶内線（通稱西圓線）：茶内～西圓朱别， 13.0公里
  - 圓朱别線／茶内支線（通稱東圓線）：秩父内～上風蓮（别海村上風蓮開南）， 13.4 公里。不過並未接續別海村營軌道。
  - 若松線：中茶内～別寒邊牛， 7.7公里 [註 6]
- 軌距：762毫米

## 車站列表
（标有 ◇ 的车站为可交會车站 ）
茶內线
茶內◇ ～國道 ～秩父內◇ (圓朱別線分歧站)  ～ 西8線 ～西10線 ～中茶內◇ (若松線分歧站)  ～ 第三小學 ～ 西14線 ～ 西15線 ～ 萩之野◇  ～西圓農會支部前 ～西圓朱別◇
圓朱别线／茶內支线
秩父 ～南4 號 ～下茶内◇ ～ 中圓朱别◇ ～ 宫之岡 ～ 东圓朱别◇～ 日向前 ～上風蓮（開南站）◇
若松線
中茶内 ～十六線～上茶内 ◇～若松◇～別寒邊牛

## 車輛
1970–1972 年的資料

### 机车
- 加藤製作所製6噸機車：1輛
- 協三工業製 6 噸機車：2輛
- 釧路製作所製8噸機車：2輛

### 動力客車
- 運輸工業製：2輛（其中一輛原屬藻琴線）
- 釧路製作所製：1輛
- 泰和車輛工業製：2輛（其中一輛為單人操作車）

### 無動力客車
- 釧路製作所製：1輛

### 除雪車
- 兩台旋轉式掃雪車（其中一輛原屬藻琴線）
- 一台犁式掃雪機

此外還有約 30 輛貨車、兩輛牛奶罐車，以及大約五輛工程用車。

## 資料展示
- 茶內站展示濱中町營軌道的相关照片和文件。

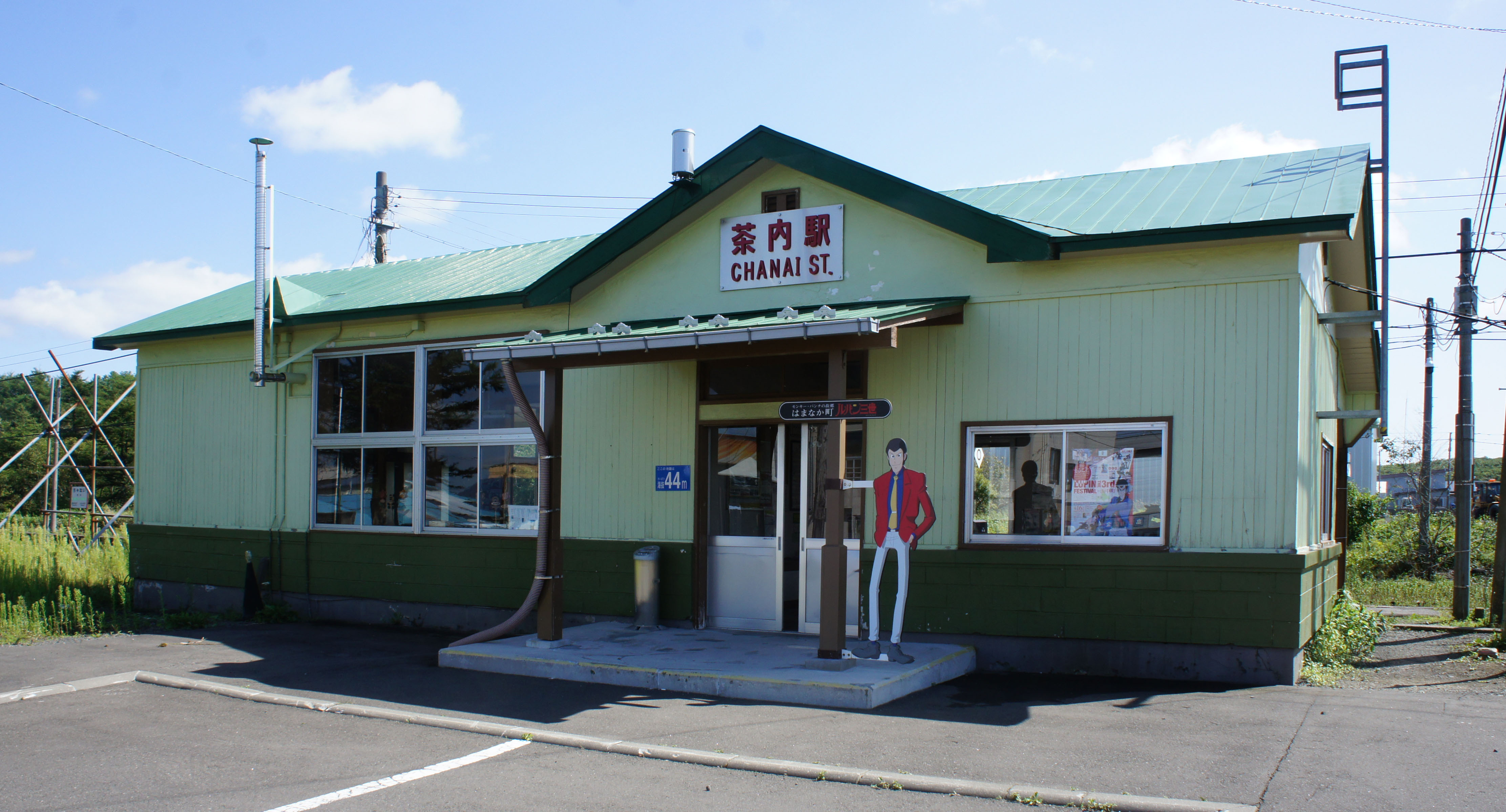
根室本線茶內站

- 茶內站西北約900公尺處的濱中町農村運動廣場，展示以前在軌道上使用的內燃機車和運輸工業製動力客車的轉向架。 [26] [31]
- 秩父內保留了一間曾經用於鐵路的小屋。 [26]
- 在別海町開南站舊址，仍有候車室和廁所的地基，以及轉車盤的一部份。 [25][14]

## 備註與參考資料

### 備註
1. ↑  最後幾年，也使用了可進行單人操作的動力客車。
2. ↑  學校放假時停駛
3. ↑  有1970年的資料顯示茶內和東圓朱別間票價為60日圓。
4. ↑  通學班車為傍晚一個往返。
5. ↑  1971年5月改點，西圓線、東圓線各減少一班客車，若松線有一班改為貨車。
6. ↑  今尾 (2008)[錨點失效] ：7.8公里。